# جون إف. ديفيس
جون إف. ديفيس (بالإنجليزية: John F. Davis)‏ هو محامي أمريكي، ولد في 11 يوليو 1907 في مين في الولايات المتحدة، وتوفي في 18 يوليو 2000 في واشنطن العاصمة في الولايات المتحدة.